# Millaa Millaa
Millaa Millaa ist eine Kleinstadt im Norden von Queensland, Australien (Far North Queensland). Im Jahr 2021 betrug die Einwohnerzahl 314 Personen.

## Geographie
Der Ort befindet sich auf dem Gebiet des Atherton Tableland. Malanda liegt 20 Kilometer entfernt im Norden, Cairns 65 Kilometer entfernt in nordöstlicher Richtung.

## Geschichte

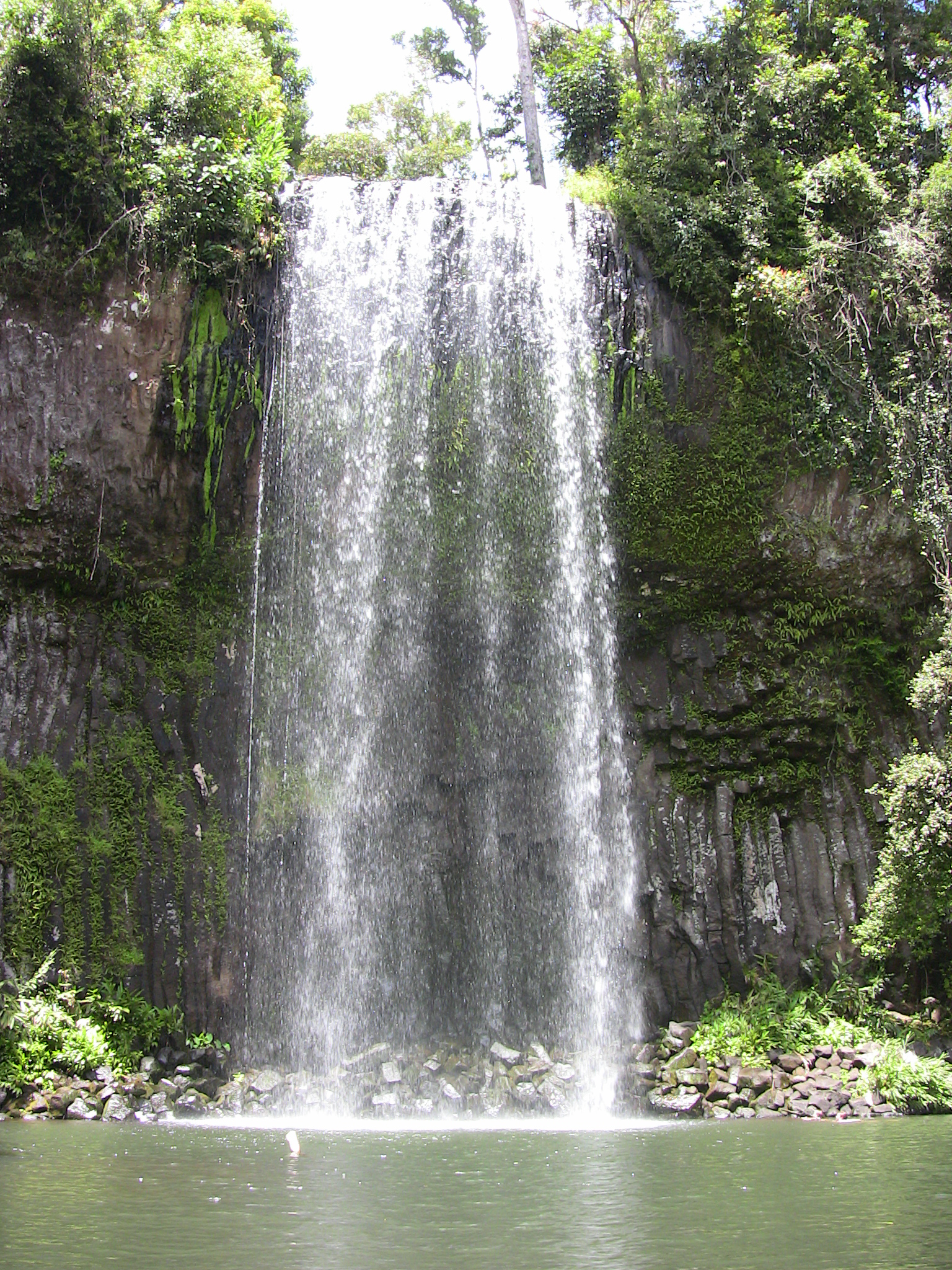
Millaa Millaa Falls

Aborigines waren die Ureinwohner in der Region. Der Ortsname wurde von der zu den Ölweiden zählenden Pflanze Elaeagnus triflora abgeleitet, die in der Sprache der Aborigines Malay Malay heißt und deren Früchte eine saisonale Nahrungsquelle darstellten. Einige Chronisten sind hingegen der Ansicht, dass Millaa in der Sprache der Ureinwohner „Wasserfall“ bedeutet, bzw. Millaa Millaa =„viele Wasserfälle“.
Im Jahr 1882 erkundeten erste europäische Siedler die Gegend. Nach dem Bau einer Eisenbahnlinie ließen sich ab 1921 weitere Menschen in dem Ort nieder, die in erster Linie in Holzverarbeitungs- und Molkereibetrieben beschäftigt waren. Als die Eisenbahnlinie Mitte der 1960er Jahre eingestellt wurde und sich auch die Landwirtschaft in Richtung von Großbetrieben entwickelte, erlebte der Ort einen industriellen Abschwung.
Heute ist Millaa Millaa ein bedeutendes Tourismuszentrum und Ausgangspunkt für Touren zum nahen Millaa Millaa-Wasserfall (Millaa Millaa Falls) sowie in die sich in unmittelbarer Nähe befindlichen Nationalparks: Gadgarra-Nationalpark im Norden, Wooroonooran-Nationalpark im Osten als Teil der Wooroonooran Important Bird Area und der Wet Tropics of Queensland, Malaan-Nationalpark im Süden sowie Mount-Hypipamee-Nationalpark im Westen.